# Красный Мост (Самарская область)
Красный Мост — посёлок в Похвистневском районе Самарской области в составе сельского поселения Алькино.

## География
Находится на правом берегу реки Савруша на границе с Оренбургской областью на расстоянии примерно 7 километров по прямой на северо-восток от районного центра города Похвистнево.

## Население
Постоянное население составляло 46 человек (татары 98 %) в 2002 году, 73 в 2010 году.